# Lalonde Gordon
Lalonde Gordon (Tobago, Trinidad y Tobago, 25 de noviembre de 1988) es un atleta trinitense, campeón mundial en 2017 en la prueba de relevos 4 x 400 metros.

## Carrera deportiva
En los JJ. OO. de Londres 2012 gana dos medallas de bronce: en 400 metros —tras el corredor de Granada Kirami James y el dominicano Luguelin Santos (plata)— y en relevo 4 x 400 metros, tras el equipo de Bahamas (oro) y el de Estados Unidos (plata), y siendo sus compañeros: Jarrin Solomon, Ade Alleyne-Forte y Deon Lendore.
Tres años más tarde, en el Mundial de Pekín 2015 gana la plata en relevo 4 × 400 m, tras los estadounidenses y por delante de los británicos, siendo sus compañeros de equipo: Renny Quow, Deon Lendore, Machel Cedenio y Jarrin Solomon.
Y dos años después, el Mundial de Londres 2017 gana el oro en la misma prueba, por delante de los estadounidenses y británicos, y siendo sus compañeros: Jarrin Solomon, Jereem Richards, Machel Cedenio y Renny Quow.